# Epidendrum ciliare
Espèce
Statut CITES

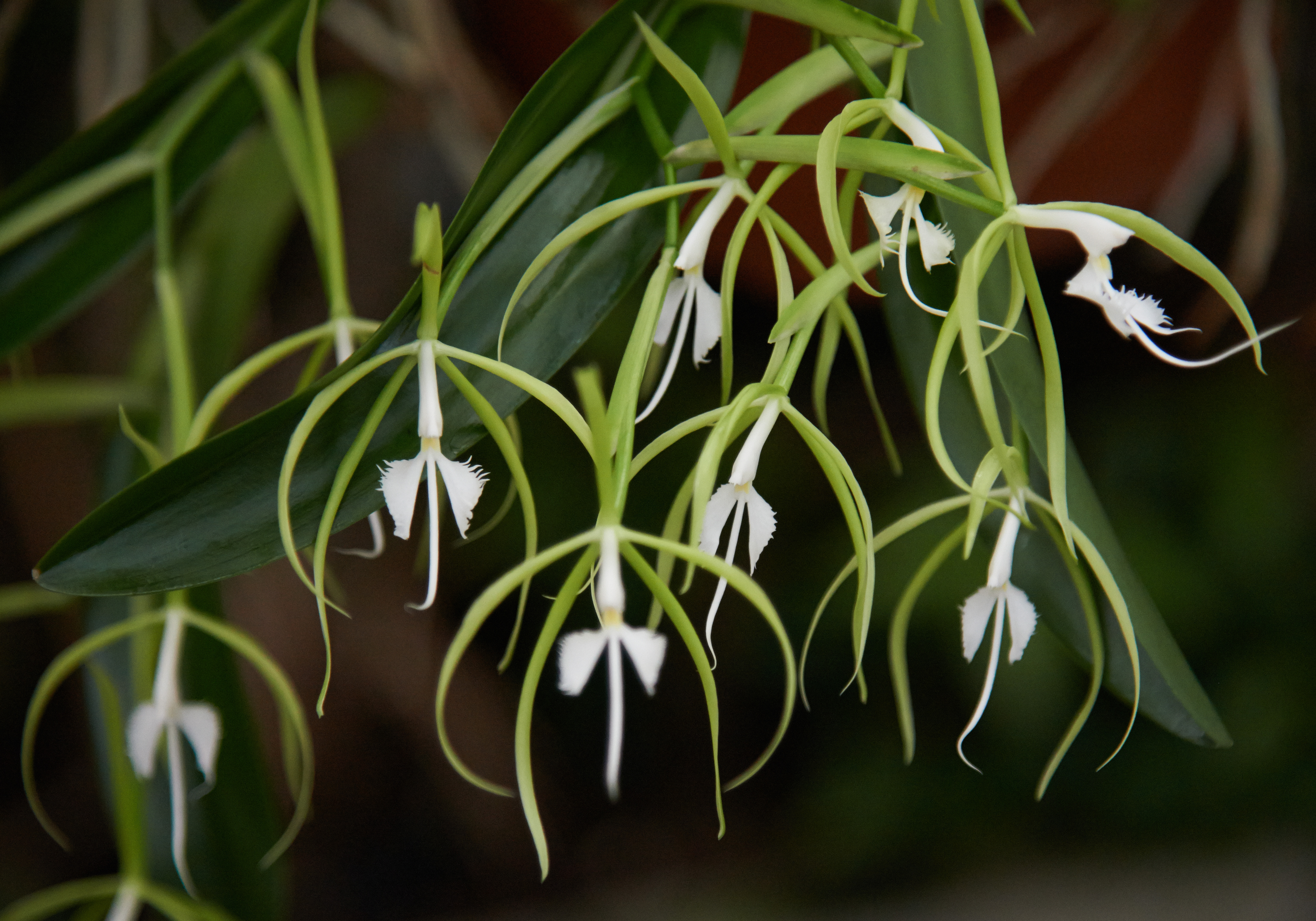

Epidendrum ciliare est une espèce de plante à fleurs de la famille des Orchidaceae. Elle est connue sous le nom de Fringed star orchid (Orchidée étoile frangée) et a des utilisations environnementales.

## Description
Epidendrum ciliare est une espèce épiphyte ou un lithophyte. Elle développe avec un rhizome rampant d’où partent des pseudo bulbes cylindriques ou fusiformes, légèrement comprimés, de 10 à 20 cm de long, avec, à l’apex, 1 ou 2 feuilles (rarement 3) coriaces, oblongues, de 10 à 30 cm de long et 2 à 6 cm de large, de couleur vert brillant.
Inflorescences terminales racémeuses, généralement en hiver, longues de 10 à 30 cm recouvertes, à la base, de gaines imbriquées ponctuées de pourpre, portant de 5 à 10 fleurs, voire plus, cireuses, parfumées, d’environ 13 cm de diamètre, aux pétales et sépales jaune verdâtre sur lesquels se dresse le labelle blanc.
Les sépales sont linéaires-lancéolés, mesurant jusqu’à 9 cm de long et 0,5 cm de large, les pétales, de la même taille que les sépales ou un peu moins, sont falciformes, le labelle présente trois lobes profondément incisés, les latéraux, longs de 3,5 cm et larges de 0,5 cm, ont les marges externes longuement frangées, le central, filiforme, mesure jusqu’à 6 cm de long.

## Répartition et habitat
Epidendrum ciliare pousse principalement dans le biome tropical humide.  Il a pour aire de répartition indigène une zone qui s'étend du Mexique au nord et à l'ouest de l'Amérique du Sud, en passant par l'Amérique centrale et les Caraïbes. Elle croît sur les arbres des forêts humides ou sur les affleurements rocheux entre 500 et 1 000 m d’altitude.

## Écologie
Le papillon de nuit Pseudosphinx tetrio a été observé comme pollinisateur à Porto Rico.

## Génétique
Le nombre de chromosomes d' Epidendrum ciliare a été déterminé à partir de plusieurs individus comme étant 2n = 40, 80, et 160, le nombre de chromosomes haploïde étant n = 20.

## Culture
La reproduction se fait soit par semis, in vitro, soit par division à partir de chaque section pourvue d’au moins 3 ou 4 pseudo bulbes.
C’est une espèces facile à cultiver. Au printemps et en été, pendant la période végétative, elle exige une exposition légèrement ombragée, des températures moyennes à élevées, des arrosages abondants et réguliers, tout en laissant le substrat s’assécher légèrement avant d’arroser à nouveau, et une humidité atmosphérique élevée, 60 à 80%.
Dès la fin de l’automne les arrosages doit être diminués, mais sans jamais laisser sécher complètement le substrat, pour permettre une légère période de repos avec des températures non inférieures à 15 °C ; la luminosité devra être élevée, voire avec un ensoleillement direct, avec toujours une bonne circulation de l’air.

## Réglementation de la Commercialisation
L’espèce est inscrite à l’annexe II de la CITES (espèces dont le commerce est réglementé au niveau international).
Synonymes : Auliza ciliaris (L.) Salisb. (1812); Epidendrum cuspidatum Lodd. (1817); Coilostylis emarginata Raf. (1838); Epidendrum viscidum Lindl. (1840); Epidendrum luteum Planch. (1858); Auliza ciliaris (L.) Lindl. ex Stein (1892); Phaedrosanthus ciliaris (L.) Kuntze (1902); Encyclia ciliaris (L.) A.Lemée (1955); Coilostylis ciliaris (L.) Withner & P.A.Harding (2004); Coilostylis cuspidata (Lodd.) Withner & P.A.Harding (2004).

## Systématique
Le nom correct complet (avec auteur) de ce taxon est Epidendrum ciliare L..
Le nom de genre dérive de la combinaison des mots grecs “epi” = au dessus et “déndron” = arbre, en référence aux nombreuses espèces du genre qui vivent sur les arbres ; le nom d’espèce est le mot latin “ciliaris”, de “cilium” = cil, puis muni de cils, en référence aux longues franges de chaque côté du labelle.
Epidendrum ciliare a pour synonymes :
- Auliza ciliaris (L.) Salisb.
- Aulizia ciliaris (L.) Salisb.
- Coilostylis ciliaris (L.) Withner & P.A.Harding
- Coilostylis cuspidata (G.Lodd.) Withner & P.A.Harding
- Coilostylis emarginata Raf.
- Encyclia ciliaris (L.) A.Lemée
- Epidendrum ciliare var. cuspidatum (G.Lodd.) Lindl.
- Epidendrum ciliare var. minor Stein
- Epidendrum ciliare var. typicum Stehlé
- Epidendrum ciliare var. viscidum (Lindl.) Lindl.
- Epidendrum cuspidatum var. brachysepalum Rchb.f.
- Epidendrum cuspidatum G.Lodd.
- Epidendrum luteum Planch.
- Epidendrum sanctalucianum H.G.Jones
- Epidendrum viscidum Lindl.
- Phaedrosanthus ciliaris (L.) Kuntze